# Santi Duangsawang
Santi Duangsawang (tiếng Thái Lan: จเร ภู่ทอง), được biết đến với nghệ danh Santi Duangsawang (สันติ ดวงสว่าง), (10 tháng 1 năm 1968 – 4 tháng 11 năm 2016, là một ca sĩ, nhạc sĩ người Thái Lan

## Tiểu sử
Santi sinh ngày 10 tháng 1 năm 1968 tại thành phố Sak Lek, tỉnh Phichit, Thái Lan.

## Buổi đầu
Santi tham gia một buổi thử giọng của công ty tìm kiếm tài năng Thái Lan có tên RS Promition. Với album đầu tay Joob Mai Wan, phát hành vào cuối năm 1988.

## Danh sách đĩa nhạc
- จูบไม่หวาน (Joob Mai Wan)
- โรคประหลาด (Rok Parad)
- ลูกทุ่งคนยาก (Look thung khon yak)
- มนต์รักดอนหอยหลอด (Mon rak don hoei Lod)
- จดหมายเปื้อนน้ำตา (Jod Mai Puen Nam Ta)
- รักนี้มีกรรม (Rak Nee Mee Kam)
- ถอนคำสาบาน (Ton Kham Sa Ban)
- หนุ่มน้อยคาเฟ่ (Noom Noei Kha Fe)
- นางลอย นางลืม (Nang Loi Nang Luem)